# Consoles de jogos eletrônicos de sétima geração
Na história dos consoles de videogame, a sétima geração sucede a 6.ª geração e precede a 8.ª geração. A 7.ª geração começou em 22 de novembro de 2005 com o lançamento do Xbox 360, da Microsoft, e continuou um ano depois, com o lançamento do PlayStation 3, desenvolvido pela Sony em 11 de novembro de 2006, e o Wii da Nintendo em 19 de novembro de 2006. A venda do PlayStation 3, na Europa e na Austrália, entretanto, iniciaram apenas em 23 de março de 2007 nos jogos eletrônicos|2007]].
As classificações de bits para consoles caíram em desuso nesta era, sendo que os últimos consoles a usá-las foram o Dreamcast e o PlayStation 2, ambos publicando gráficos de 128 bits durante a geração anterior. O número de "bits" citado nos nomes dos consoles referia-se ao tamanho da palavra da CPU e tinha sido usado pelos comerciantes de hardware como um "show de poder" por muitos anos. No entanto, havia pouco a ganhar ao aumentar o tamanho da palavra muito além de 64 bits ou 128 bits porque, uma vez atingido esse nível, o desempenho dependia de fatores mais variados, como velocidade do relógio do processador, largura de banda e tamanho da memória. Assim os consoles da sétima geração abandonaram a classificação em bits.

## Consoles domésticos

### Wii
O Wii foi lançado prometendo "revolucionar a forma de jogar"[carece de fontes?] com seus controles sensíveis ao movimento, mesmo tendo tecnologia gráfica considerada inferior.

### PlayStation 3
Já no lançamento do PlayStation 3 foram prometidos gráficos foto-realísticos e jogos cinematográficos com sua nova tecnologia de mídia, embora seja o console mais caro desta geração, e também equiparável ao Xbox 360 em termos gráficos. O sistema utilizado e patrocinado pela Sony em seu PlayStation 3 é o Blu-Ray, capaz de armazenar 50 GigaBytes em camada dupla.

### Xbox 360
O Xbox 360 também prometia ótimos gráficos e uma experiência "online" inigualável, contudo sendo o único nesta geração que cobra por este serviço. O sistema de mídia usado pela Nintendo no Wii e pela Microsoft no Xbox 360 é o DVD, embora a Microsoft já tenha patrocinado o HD DVD, capaz de armazenar até 30 GigaBytes de dados em camada dupla, onde poderia ter seu leitor comprado como "add-on" para o Xbox 360.

### Comparação
| Nome                                    | PlayStation 3 | Xbox 360 | Wii |
| --------------------------------------- | --- | --- | --- |
| Fabricante                              | | | |
| Console                                 | PlayStation 3 | Xbox 360 | Wii |
| Datas de lançamento                     | - JP: 11 de novembro de 2006 - AN: 17 de novembro de 2006 - PAL: 23 de março de 2007 | - AN: 16 de novembro de 2005 - EU: 2 de dezembro de 2005 - JP: 10 de dezembro de 2005 - AU: 23 de março de 2006 | - AN: 19 de novembro de 2006 - JP: 2 de dezembro de 2006 - AU: 7 de dezembro de 2006 - EU: 8 de dezembro de 2006 |
| Preços de lançamento nos Estados Unidos | US$499.99 (20 GB) (descontinuado) US$599.99 (60 GB) (descontinuado) US$499.99 (2nd gen 80 GB) (descontinuado) US$399.99 (40 GB) (descontinuado) US$399.99 (3rd gen 80 GB) (descontinuado) US$499.99 (160 GB) (descontinuado) US$299.99 (120 GB "Slim") (descontinuado) US$249.99 (160 GB "Slim") (descontinuado) US$349.99 (250 GB "Slim") (descontinuado) US$299.99 (320 GB "Slim") (descontinuado) US$269.99 (250 GB "Super Slim") US$299.99 (500 GB "Super Slim") | US$299.99 (Core) (descontinuado) US$399.99 (Premium - 20 GB) (descontinuado) US$249.99 (Premium - 60 GB) (descontinuado) US$479.99 (Elite) (120 GB) US$299.99 (Arcade - 256 MB internal memory) (descontinuado) US$199.99 (Arcade - 512 MB internal memory) (descontinuado) US$299.99 ("Super Elite") (250 GB) (descontinuado) US$399.99 (Xbox 360 S - 250 GB + Kinect) US$299.99 (Xbox 360 S - 250 GB) US$299.99 (Xbox 360 S - 4 GB internal memory + Kinect) US$199.99 (Xbox 360 S - 4 GB internal memory) | US$249.99 (console branco com o jogo Wii Sports) (descontinuado) US$199.99 (console branco ou preto com os jogos Wii Sports, Wii Sports Resort e Wii MotionPlus; o console vermelho vêm com o jogo Wii Sports e New Super Mario Bros. Wii) (descontinuado) US$149.99 (consoles branco e preto incluindo os jogos Mario Kart Wii e Wii Remote Plus) US$99.99 (console Wii Mini, versão menor e mais barata sem a retrocompatibilidade com o Game Cube lançada em 2012, acompanha o jogo Mario Kart Wii e Wii Remote Plus) |
| Preços de lançamento no Japão           | ¥49,980 (20 GB) (descontinuado) ¥59,980 (60 GB) (descontinuado) ¥39,980 (40 GB) (descontinuado) ¥49,980 (80 GB) (descontinuado) ¥39,980 (3rd gen 80 GB) (descontinuado) | ¥27,800 (Arcade 256 MB internal memory) (descontinuado) ¥27,800 (Arcade 512 MB internal memory) (descontinuado) ¥29,000 (Core) (descontinuado) ¥39,795 (Premium) (20 GB) (descontinuado) ¥29,800 (Premium) (60 GB) (descontinuado) ¥47,800 (Elite) (descontinuado) | ¥25,000 (console branco) ¥25,000 (console preto) ¥33,000 (console preto com os jogos Monster Hunter Tri e Classic Controller Pro incluidos) |
| Preço de lançamento na Europa           | €399.99 / £299.99 (40 GB) (descontinuado) €599.99 / £424.99 (60 GB) (descontinuado) €399.99 / £299.99 (3rd gen 80 GB) (descontinuado) €299.99 / £249.99 (120 GB "Slim") (descontinuado) €249.99 / £179.99 (160 GB "Slim") (descontinuado) €249.99 (12 GB "Super Slim") €269.99 / £179.99 (250 GB "Super Slim") €299.99 / £199.99 (500 GB "Super Slim") | €179/ £199.99 (Arcade 256 MB internal memory) (descontinuado) €179 / £199.99 (Arcade 512 MB internal memory) (descontinuado) €299.99 / £209.99 (Core) (descontinuado) €399.99 / £279.99 (Premium) (descontinuado) £299.99 (Elite) (descontinuado) €249.99 / £199.99 (Xbox 360 S - 250 GB) €199.99 / £149.99 (Xbox 360 S - 4 GB) | €249.99 / £179.99 (console branco incluindo o jogo Wii Sports) €199.99 / £179.99 (console com Wii Sports Resort e Wii MotionPlus incluidos) €149.99 / £179.99 (console branco com Wii Sports e Wii Party incluidos) |
| Preço de lançamento no Brasil           | R$ 1.399 (Slim 160 GB) | R$ 799 (Slim 4 GB) R$ 1.099 (Slim 250 GB) R$ 1.099 (Slim 4 GB Kinect) | R$ 699,99 (Wii) |
| Jogos mais vendidos                     | Grand Theft Auto V, Gran Turismo 5 | Kinect Adventures, Grand Theft Auto V | Wii Sports (incluindo nos modelos americanos) Wii Play (vendido separadamente) Mario Kart Wii Wii Fit |
| Acessórios inclusos e extras            | - Disco Rígido Interno (20 GB, 40gb, 60 GB, 80gb, 160gb) - Controle SIXAXIS sem fio (20gb, 40gb, 60gb, 80gb motorstorm bundle) - Controle Dualshock 3 sem fio (80gb core, 80gb core bundle little big planet, 160gb core bundle uncharted) - Cabo Composto AV | - Cabo composto na Versão Arcade, cabo componente nas versões Premium e Elite, HDMI na Versão Elite (as versões de Xbox 360 Premium irão incluir HDMI depois) - Controller com cabo Arcade, sem fio com Premium e Elite - um mês do serviço Xbox Live Gold - Headset (versões Premium e Elite; exceto no México e Oceania) - Media Remota (apenas na versão Premium; apenas no México e Oceania) - Cabo Ethernet (versões Premium e Elite)                                                                   | - Composite AV cable - Controle Wii Remote e Nunchuk incluso - Jogo Wii Sports (excluindo o Japão) - Wii Motion Plus! vendido separadamente |
| Acessórios                              | - Wireless controller (US$50) - PlayStation 2 memory card adapter (US$15) - Bluetooth remote (US$25) | - Wired and Wireless controller (US$40/50) - 64MB and 512MB Memory Unit (US$30/50) - Xbox Live Vision camera (US$40/80) - Faceplates (US$20) - Wireless network adapter (US$100) | - Wii Balance Board - Wii Motion Plus - Wii Wheel - Wii Zapper - Nunchuk |
| CPU                                     | Cell Broadband Engine (3.2 GHz POWER-based Cell with seven 3.2 GHz SPEs) | 3.2 GHz IBM PowerPC tri-core codenamed "Xenon" | 729 MHz PowerPC based IBM PowerPC "Broadway" |
| Memória                                 | 256 MB XDR @ 3,2 GHz, 256 MB GDDR3 @ 700 MHz, GPU can access CPU memory. | 512 MB GDDR3 @ 700 MHz shared between CPU & GPU, 10 MB EDRAM GPU frame buffer memory | 24 MB "internal" 1T-SRAM integrated into graphics package, 64 MB "external" GDDR3 SDRAM, 3 MB GPU frame buffer memory |
| Unidade de processamento gráfico        | 550 MHz RSX (based on NVIDIA G70 architecture) | 500 MHz codenamed "Xenos" (ATI custom design) | 243 MHz ATI "Hollywood" |
| Controles                               | SixAxis Controller (Até 7 por Bluetooth). PSP através de Wi-Fi* or USB DualShock 3 Controle. | Xbox 360 Controller (Até 4 sem fio e 3 com fio)eKinect | - Wii Remote (até 4 por Bluetooth) ou attachments e até 4 Controles de GameCube ou Game Boy Advance por vez - Nintendo DS via Wi-Fi |
| Dimensões                               | 8.3 cm × 30.9 cm × 25.8 cm (6,616.9 cubic cm) | 9.8 cm × 32.5 cm × 27.4 cm (approx.) (8,726.9 cubic cm) | Approx. 5 cm × 11.5 cm × 21 cm (1,207.5 cubic cm) |
| Peso                                    | 5 kg (11 lbs) | 3.5 kg (7.7 lbs) | 1.2 kg (2.7 lbs) |
| Serviço online                          | PlayStation Network Arcade Currency based store Internet browser Webcam (including PlayStation 2 EyeToy), headset, PlayStation Home™ | (Extra charges apply) Internet Explorer Xbox Live Live Arcade Points based store Webcam, headset Xbox Live Video | Nintendo Wi-Fi Connection WiiConnect24 Virtual Console Opera Browser Wii Ware |
| Compatibilidade                         | A maioria dos jogos do PlayStation 2; A maioria dos jogos originais do PlayStation, seja pelo uso do disco original ou por meio de download pelo PlayStation Network; Futuras atualizações proverão mais compatibilidade. A versão europeia oferece compatibilidade limitada. | Selected Xbox games, additions made with software updates, Hard Drive required. | Tem suporte para todos os jogos do GameCube e para a maioria dos seus acessórios. Alguns jogos de consoles anteriores ao Nintendo GameCube estão disponíveis para download. Nintendo 64, Sega master systems,sega mega driver, Super Nintendo (SNES), Nintendo Entertainment System (NES), TurboGrafx-16 e outros também estão disponíveis. |
| Software do Sistema                     | Cross Media Bar (XMB) | New Xbox Experience (NXE) | Wii Channels |
| System software features                | Audio file playback (non-DRM AAC, MP3, WMA) Video file playback (WMV) Image slideshows Connectividade com computadores Windows para mais suporte de codecs e playback externo (compativel nativamente com o Windows XP Media Center Edition e Windows Vista, com Windows XP com utilitário de downloads). Suporte para teclado | Sistemas Operacionais podem ser instalados via hypervisor Audio file playback (ATRAC3, AAC, MP3, WAV, WMA) Video file playback (MPEG1, MPEG2, MPEG4) Image editing and slideshows (JPEG, GIF, PNG, TIFF, BMP) Mouse and keyboard support Folding@Home client with visualizations from the RSX - More formats will be added on recent firmware updates | Audio file playback (MP3) Video file playback (Motion JPEG) Image editing and slideshows (JPG) |
| Programação do consumidor               | Development on console via free Linux platform or PC. | Development on PC with XNA Game Studio ($99/year subscription, binary distribution with XNA 1.0 Refresh). | Não há oficialmente. |
| Resoluções                              | Blu-Ray Disc-capable (480i, 576i, 480p, 720p, 1080i 1080p) | HDTV-capable (480i, 576i, 480p, 720p, 1080i,1080p | EDTV-compatible (480i, 480p, 576i) |
| Saídas de Video                         | RGB, Component, S-Video, Composite, HDMI 1.3 | RGB, VGA, Component, S-Video, Composite, SCART, (HDMI 1.2 available on Elite model) | RGB, Component, S-Video, Composite, SCART, D-Terminal |
| Rede                                    | 1000BASE-T Ethernet Wi-Fi 802.11 b/g (built-in*, optional adapter**) | 100BASE-TX (100 Mbit/s) (Broadband Ethernet)Ethernet Optional 802.11a/b/g Wi-Fi | Built-in Wi-Fi 802.11 b/g Optional Ethernet via USB 2.0 Adapter |
| Áudio                                   | 5.1 Dolby Digital, 5.1 DTS*, 7.1 Dolby TrueHD | 5.1 Dolby Digital, 5.1 WMA Pro, 5.1 DTS, 7.1 Dolby TrueHD (HD-DVD Movies Only) | Dolby Pro Logic II 5.1 surround, stereo sound and a Mono speaker is built into the controller. |
| Entradas, saídas e conexões             | Bluetooth 2.0 4x USB 2.0 ports 1 Ethernet port 1 Memory Stick slot Pro/Duo 1 SD/mini SD port 1 Compact Flash port | 2.4 GHz radio Infrared for remote 2x Memory Card slots 3x USB 2.0 ports 1 Ethernet port | Bluetooth 2x USB 2.0 ports Four controller and two memory card ports (GameCube) 1 SD Card slot |
| Mídia                                   | 2x BD-ROM (72 mbit/s), 8x DVD, 24x CD, 2x SACD | 12x DVD (65.6–132 Mbit/s), CD, HD DVD (Add-on, for movie use only, extra charges apply) | Proprietary DVD, Nintendo GameCube Game Disc, DVD-Video playback announced for Japan 2007 |
| Armazenamento                           | 2.5" upgradeable SATA 20** / 60 GB* hard drive with 14 and 54 GB available to user respectively Memory Stick, SD, & Type I/II CompactFlash (60GB modell) USB mass storage | Included* / Optional** detachable SATA upgradeable 20 GB or 120 GB hard drive, with 14 GB or 114 GB available to user. Xbox 360 memory cards USB mass storage (AV content) | 512MB built-in flash memory SD card Nintendo GameCube Memory Cards USB mass storage |

### Total de vendas
| Console       | América do norte | Europa | Japão | Resto do mundo | Total  |
| ------------- | ---------------- | ------ | ----- | -------------- | ------ |
| Wii           | 45.51            | 33.88  | 12.77 | 9.48           | 101.64 |
| Playstation 3 | 29.42            | 34.99  | 10.47 | 12.53          | 87.41  |
| Xbox 360      | 49.11            | 25.87  | 1.66  | 9.16           | 85.80  |

## Consoles portáteis

### Nintendo DS

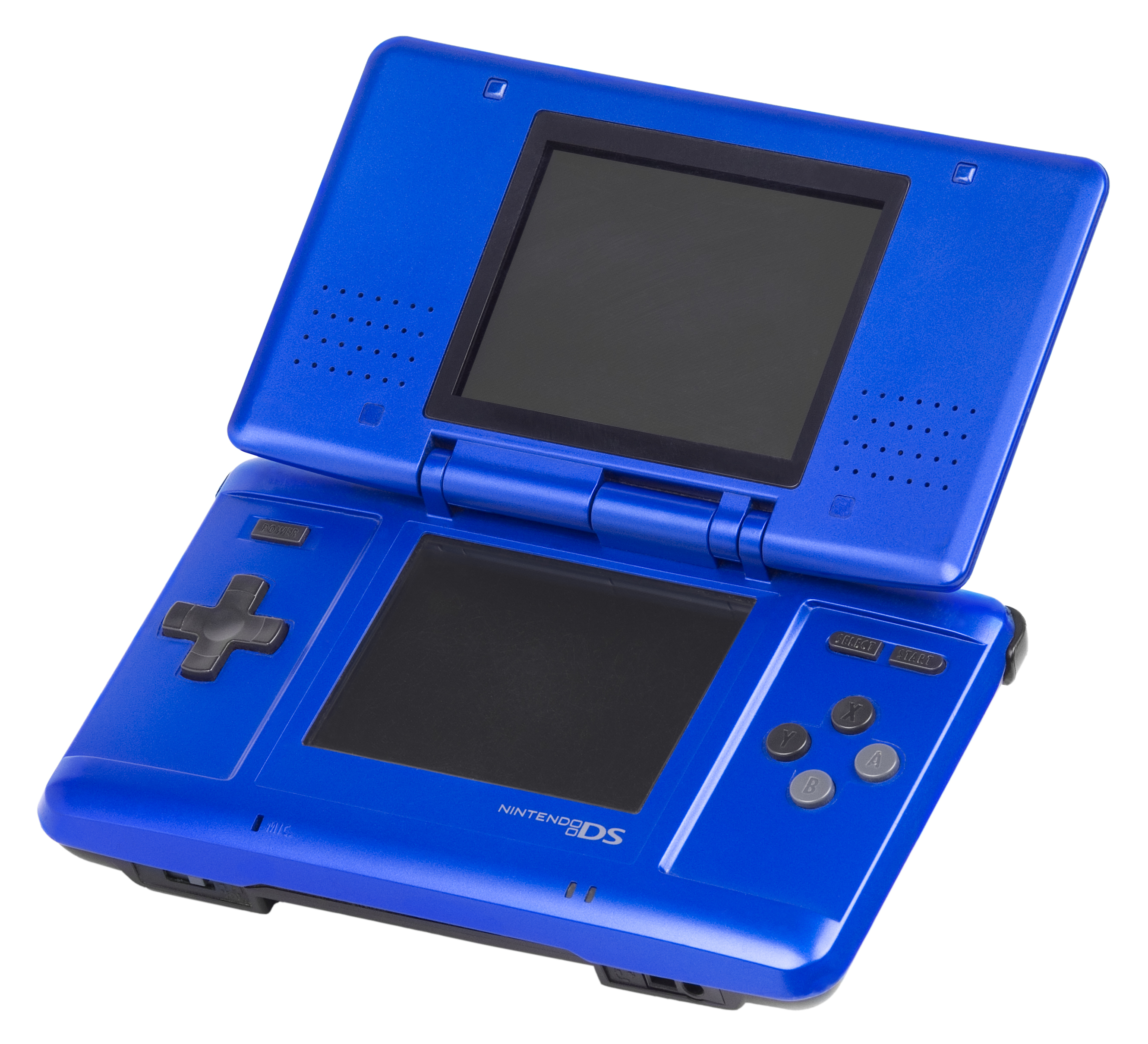
Primeiro modelo do Nintendo DS na cor azul.

O Nintendo DS é o portátil da Nintendo, foi lançado em 21 de novembro de 2004. Ele tem 2 telas, sendo a debaixo podendo ser usada com a caneta stylus, tem o formato flip semelhante a alguns antigos modelos do Game & Watch e do Game Boy Advance SP, também possui microfone embutido e capacidade para conectar internet wi-fi, é retrocompatível com os jogos do Game Boy Advance.
Em 2 de março de 2006 foi lançado o DS Lite, versão mais leve, com melhor tela e maior duração de bateria. Em 1 de novembro de 2008 no Japão e 5 de abril de 2009 nos jogos eletrônicos|2009]] nos Estados Unidos, foi lançado o DSi, modelo que adicionou 2 câmeras (frontal e traseira) ao aparelho. Em 21 de novembro de 2009 foi lançado o DSi XL, versão maior do console que coexistiu com a versão menor.
O Nintendo DS foi vendido até o ano de 2014 e detém o título de console portátil mais vendido da história com mais de 154 milhões de unidades vendidas.

### PlayStation Portable

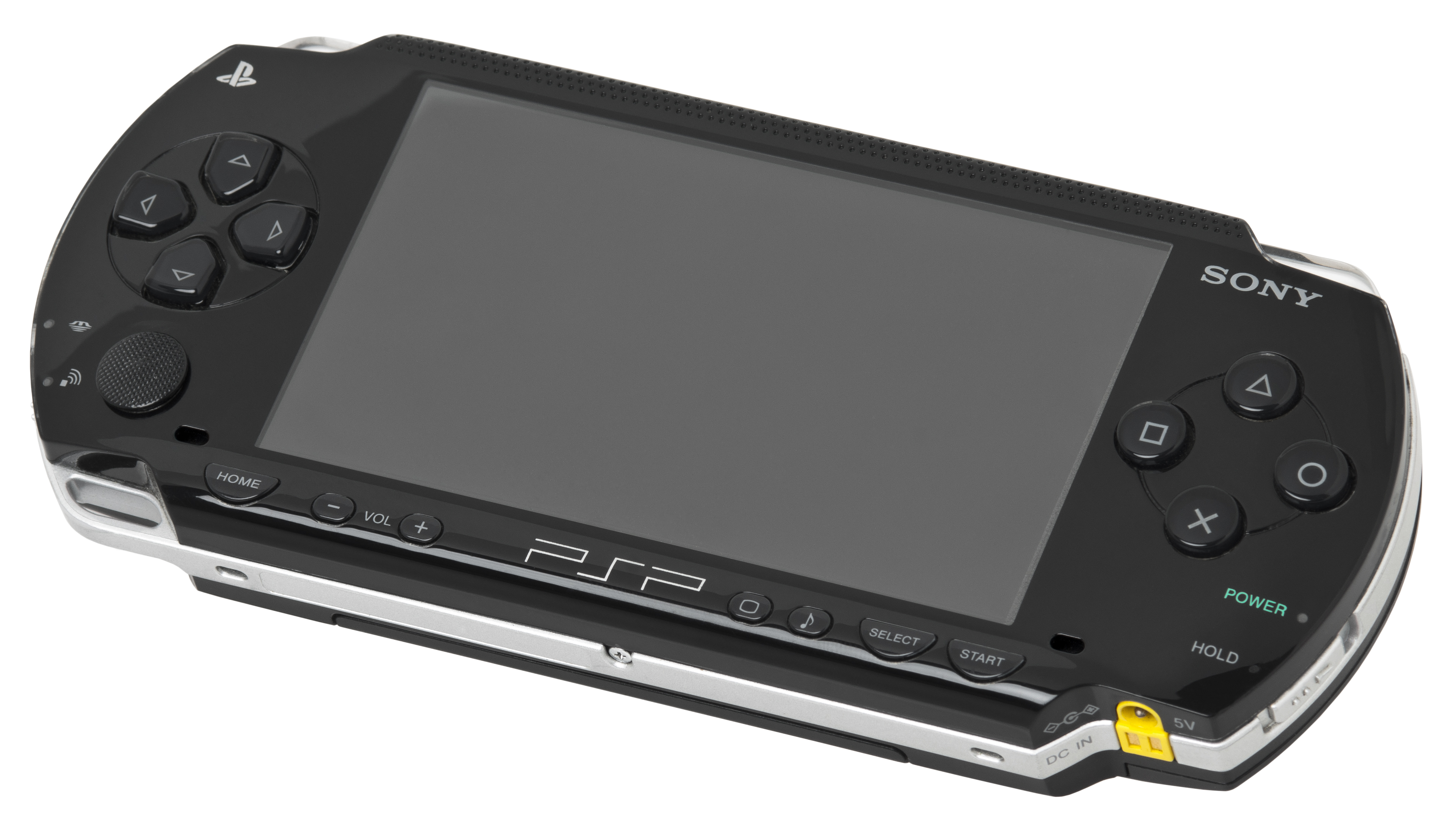
Primeiro modelo do PlayStation Portable.

O PlayStation Portable ou simplesmente PSP é o primeiro portátil da Sony lançado em 12 de dezembro de 2004 no Japão com a ideia de ser um PlayStation 2 portátil, sendo mais direcionado a jogadores hardcore com hardware com melhores especificações em relacão ao DS, mas sem função de tela de toque, vinha com um formato mais tradicional e introduziu o formato de mídia UMD em seus jogos. Foram lançados no total 5 modelos do console o PSP-1000, PSP-2000, PSP-3000 eram semelhantes entre si, com algumas pequenas melhorias, o PSP Go! foi lançado com um formato de gaveta, e o PSP-E1000 foi um modelo de baixo custo lançado apenas na Europa

### Total de vendas
| Console              | América do norte | Europa | Japão | Resto do mundo | Total  |
| -------------------- | ---------------- | ------ | ----- | -------------- | ------ |
| Nintendo DS          | 57.39            | 52.07  | 33.01 | 12.43          | 154.90 |
| PlayStation Portable | 21.41            | 24.41  | 20.01 | 15.26          | 81.09  |